# John Grefe
John Alan Grefe (* 6. September 1947 in Hoboken (New Jersey); † 22. Dezember 2013 in San Francisco) war ein US-amerikanischer Schachspieler und -autor.
Sein größter schachlicher Erfolg war der mit Lubomir Kavalek geteilte 1. Platz bei der United States Chess Championship 1973 in El Paso (Texas). Zu diesem Zeitpunkt hatte er noch keinen Titel und keine internationale Elo-Zahl. Er war ein Anhänger von Guru Maharaj Ji. Den Titel eines Internationalen Meisters erhielt Grefe 1975. Danach stagnierte seine Schachkarriere. Er konnte zwar viele bekannte Spieler in einzelnen Partien besiegen, aber keine bedeutenden Turniere mehr gewinnen.
Grefe galt als guter Taktiker und Eröffnungsexperte. Für Walter Browne war er beim Interzonenturnier 1976 in Manila als Sekundant tätig. Später schrieb Grefe auch einige Schachbücher.
Im Alter von 66 Jahren verstarb Grefe an Nierenkrebs.

## Partiebeispiel
Beim Open von Lone Pine 1979 gewann Grefe gegen Arnold Denker nach unkonventioneller Eröffnungsbehandlung in nur 22 Zügen.
Grefe – Denker
1. e2–e4 c7–c6 2. d2–d3 d7–d5 3. Sb1–d2 Dd8–c7 4. f2–f4 Dc7xf4 5. Sg1–f3 Sg8–f6 6. Sd2–b3 Df4–c7 7. e4–e5 Sf6–g4 8. d3–d4 Lc8–f5 9. Sf3–h4 Lf5–d7 10. Lf1–e2 Sg4–h6 11. Lc1xh6 g7xh6 12. 0–0 Sb8–a6 13. Le2xa6 b7xa6 14. Sb3–c5 e7–e6 15. Dd1–h5 Ld7–c8 16. Tf1–f6 Lf8xc5 17. d4xc5 Ta8–b8 18. Ta1–f1 Th8–f8 19. Dh5xh6 Dc7xe5 20. Dh6xh7 Tb8xb2 21. Tf6xf7 Tf8xf7 22. Dh7–g8+ Schwarz gab auf. 1:0

## Werke
- mit Andrew Soltis, Edmar Mednis und Raymond Keene: Understanding the Queen’s Indian Defence. 1981.
- mit Dennis Waterman: The Best of Lone Pine. The Louis D. Statham Chess Tournaments 1971–1980 R.H.M. Press, Great Neck, N.Y. 1981, ISBN 0-890-58049-9.
- Progressing through chess. The thirty-five best chess books and how to use them. Players Press, Los Angeles 1981, ISBN 0-941-42601-7.
- mit Jeremy Silman: The Center Counter. Chess Enterprises, Coraopolis, Pa. 1983, ISBN 0-931-46222-3.
- mit Jeremy Silman: French Defense for Black. Chess Diges, Dallas 1984, ISBN 0-875-68157-3.
- Modern Benoni for Black. Chess Diges, Dallas 1984, OCLC 11339273.
- Queen’s Indian defence: Recent developments in 4. a3. 1984.
- mit Jeremy Silman: Winning with the French Defense. 1985.
- Offbeat Sicilian. Unorthodox Ways to Win With White. 1987.
- Mastering the Chess Openings. 1992.
- The Chess Tactician’s Handbook. 1993.